# Калашниковское сельское поселение
Кала́шниковское се́льское посе́ление — муниципальное образование в составе Палласовского района Волгоградской области.
Административный центр — посёлок Новостройка.

## История
Калашниковское сельское поселение образовано 30 декабря 2004 года в соответствии с Законом Волгоградской области № 982-ОД.

## Население
| 2010  | 2012  | 2013  | 2014  | 2015  | 2016  | 2017  |
| ----- | ----- | ----- | ----- | ----- | ----- | ----- |
| 2208  | →2208 | ↘2199 | ↘2174 | ↘2153 | ↘2139 | ↘2124 |
| 2018  | 2019  | 2020  | 2021  |       |       |       |
| ↘2107 | ↗2231 | ↘2213 | ↗2226 |       |       |       |

## Состав сельского поселения
| № | Населённый пункт | Тип населённого пункта          | Население |
| - | ---------------- | ------------------------------- | --------- |
| 1 | Калашники        | село                            | 143       |
| 2 | Новостройка      | посёлок, административный центр | 1926      |
| 3 | Худушный         | хутор                           | 139       |

По списку населенных пунктов по счетным участкам Палласовского района на 18 ноября 1952 года в Калашниковском сельсовете 17 населённых пунктов
- х. Калашники
- х. Засуры
- х. Капустин
- х. Новый
- х. Синицын
- х. Бурлаки
- казарма Засуры
- ж.-д. казарма 1
- ж.-д. казарма 2
- ж.-д. казарма № 3
- Куфеты
- х. Ребров
- х. Терники
- х. Худушное
- х. Морозовка
- х. Червонный
- разъезд 230 км

По данным «Списка населенных пунктов Палласовского района на 15 января 1964 года» в состав сельсовета входили :
- с. Новая Стройка
- МТФ
- ПТФ
- х. Куфеты
- СТФ
- х. Таранов
- х. Слепухин
- х. Засуры
- х. Червонный
- Казарма 1089 км
- Разъезд 230
- Казарма 1093 км
- Казарма 217
- Казарма 235
- х. Калашников
- х. Калашники
- х. Бурлаки
- х. Морозовка
- х. Терники
- х. Первый шаг
- х. Галичкин
- х. Худушный
- х. Ребры
- х. Жуковка
- х. Второй шаг
- х. Тугаева
- х. Абрамова
- х. Новая
- х. Бондарева

Решением исполкома Волгоградского областного (сельского) Совета депутатов трудящихся от 30 октября 1964 года № 30/439 «Об исключении из учетных данных некоторых населенных пунктов Волгоградской области» из учетных данных, как фактически не существующие, были исключены следующие населенные пункты:
- х. Бурлаки – в связи с переселением его жителей в х. Свободный Калашниковского с/с;
- х. Губин – в связи с переселением его жителей в х. Гвардейский Калашниковского с/с;
- х. Галичкин – в связи с переселением его жителей в х. Свободный Калашниковского с/с;
- 71)	 х. Красная деревня – в связи с переселением его жителей в с. Коммунары Калашниковского с/с;
- 72)	 х. Калашников – в связи с переселением его жителей в пос. Торгунский Калашниковского с/с;
- 73)	 х. Карпов – в связи с переселением его жителей в х. Гвардейский Калашниковского с/с;
- 74)	 х. Куфеты – в связи с переселением его жителей в х. Худушный Калашниковского с/с;
- 75)	 Казармы 217, 224, 228 и 235 – в связи с переселением его жителей в разъезд 230 км Калашниковского с/с;
- 80)	 х. Калашников – в связи с переселением его жителей в х. Ревпуть Революционного с/с;
- х. Калашников – в связи с переселением его жителей в х. Степной Упрямовского с/с;
- 102)	х. Ланцуг – в связи с переселением его жителей в х. Коммунары Калашниковского с/с;
- 127)	х. Новая Жуковка – в связи с переселением его жителей в х. Гвардейский Калашниковского с/с;
- 140)	х. Первый Шаг – в связи с переселением его жителей в х. Гвардейский Калашниковского с/с;
- 145)	х. Ребры-Молочный – в связи с переселением его жителей в х. Свободный Калашниковского с/с;
- 147)	х. Слепухин – в связи с переселением его жителей в х. Свободный Калашниковского с/с;
- 148)	х. Сапар – в связи с переселением его жителей в х. Свободный Калашниковского с/с;
- 172)	х. Терники – в связи с переселением его жителей в х. Свободный Калашниковского с/с;
- 173)	х. Таргун-Таранов – в связи с переселением его жителей в х. Свободный Калашниковского с/с;
- 174)	х. Татары – в связи с переселением его жителей в х. Свободный Калашниковского с/с;

Решением областного исполнительного комитета от 13 марта 1975 года № 6/201 «Об исключении из учетных данных некоторых населенных пунктов Волгоградской области» из учетных данных, как фактически не существующие, были исключены следующие населенные пункты:
7)	х. Засуры и х. Морозовка Калашниковского сельсовета – жители переселились в х. Калашники Калашниковского сельсовета;
Решением исполнительного комитета Волгоградского областного Совета народных депутатов от 17 мая 1978 года № 10/382 «О некоторых изменениях в административно-территориальном делении области» были внесены следующие изменения:
I. Населенные пункты Палласовского района были приписаны к следующим населенным пунктам:
4. Калашниковский с/с
1) х. Таранов, х. Червонный,х. Абрамов, х. МТФ № 1, х. ПТФ № 1 совхоза им. Калинина – к пос. Новостройка; 2) х. Журава,х. Ребры, х. Первый Шаг, х. Губин – к х. Худушный; 3) х. Галичкин, х. Бурлаки, х. Рыканов, х. Терники – к с. Калашники;
Решением исполнительного комитета Волгоградского областного Совета от 11 февраля 1981 года № 3/101 были произведены следующие изменения в административно-территориальном делении Палласовского района:
Центр Калашниковского сельсовета Палласовского района был перенесен из с. Калашники в пос. Новостройку;
По данным «Справочника административно-территориального деления Волгоградской области» за 1989 год в состав  Палласовского района входили следующие сельсоветы и населенные пункты:
7.	Калашниковский с/с
- пос. Новостройка
- с. Калашники
- ж.-д. разъезд 230
- х. Худушный